# USS Sproston (DD-173)
USS Sproston (DD–173) là một tàu khu trục thuộc lớp Wickes của Hải quân Hoa Kỳ trong giai đoạn Chiến tranh Thế giới thứ nhất, sau được cải biến thành tàu rải mìn hạng nhẹ DM-13 trước khi ngừng hoạt động năm 1922. Nó là chiếc tàu chiến đầu tiên của Hải quân Hoa Kỳ được đặt tên theo Trung úy Hải quân John G. Sproston, một sĩ quan từng tham gia cuộc Nội chiến Hoa Kỳ.

## Thiết kế và chế tạo
Sproston được đặt lườn vào ngày 20 tháng 4 năm 1918 tại xưởng tàu của hãng Union Iron Works ở San Francisco, California. Nó được hạ thủy vào ngày 10 tháng 8 năm 1918, được đỡ đầu bởi bà George J. Dennis, và được đưa ra hoạt động vào ngày 12 tháng 7 năm 1919.

## Lịch sử hoạt động
Sproston lên đường đi Hawaii và được phân về Hạm đội Thái Bình Dương vào mùa Thu năm 1919. Vào ngày 17 tháng 7 năm 1920, nó được xếp lại lớp từ tàu khu trục thành một tàu rải mìn hạng nhẹ với ký hiệu lườn DM-13, và tiếp tục hoạt động tại khu vực Trân Châu Cảng cho đến năm 1922. Vào ngày 15 tháng 8 năm 1922, Sproston được cho ngừng hoạt động tại đây và được đưa về Hạm đội Dự bị. Tên nó được cho rút khỏi danh sách Đăng bạ Hải quân vào ngày 1 tháng 12 năm 1936, và sau đó lườn tàu bị đánh chìm như một mục tiêu vào ngày 20 tháng 7 năm 1937.